# Iapolot, Kostopil
Iapolot (în ucraineană Яполоть) este localitatea de reședință a comunei Iapolot din raionul Kostopil, regiunea Rivne, Ucraina.

## Demografie
Componența lingvistică a localității Iapolot
     Ucraineană (99,51%)
     Alte limbi (0,48%)
Conform recensământului din 2001, majoritatea populației localității Iapolot era vorbitoare de ucraineană (99,51%), existând în minoritate și vorbitori de alte limbi.